# Hôtel d'Estrées
El hôtel d'Estrées es un hôtel particulier ubicado en París en el VII Distrito de París, en el número 79 de la rue de Grenelle que actualmente es la residencia del Embajador de Rusia en Francia.

## Histórico

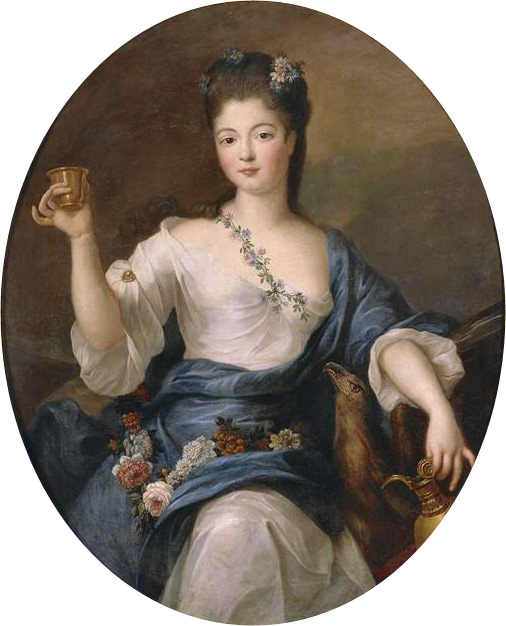
Retrato de Carlota Aglaé de Orleans, esposa del duque de Modena, Francisco III.

Fue construido entre 1711 y 1713 por Robert de Cotte, el primer arquitecto del rey, para Madeleine-Diane de Bautru de Vaubrun, viuda del duque de Estrées.
Tras la muerte de la duquesa, su sobrino y heredero Louis Antoine de Gontaut-Biron lo vendió a Charlotte-Aglaé d'Orléans, esposa de Francisco III de Módena, duque de Módena, hija del regente. El duque de Módena, tras la muerte de su esposa en 1761, la revendió a Anne-François d'Harcourt, marqués, luego duque de Beuvron.
Durante la Revolución francesa, estos últimos no emigraron y en el año VIII, sus herederos vendieron el hotel al general Henri Jacques Guillaume Clarke, duque de Feltre, ministro de Guerra bajo el Imperio, entre 1807 y 1814.
En 1823 fue adquirida por la duquesa de Tourzel, nacida Louise Elisabeth de Croy d'Havré, cuyos herederos la vendieron en 1863, por 1,3 millones de francos, al gobierno imperial ruso, que instaló allí la embajada rusa.
Tras esta adquisición, se rediseñó considerablemente su distribución interiorpara las necesidades de la administración de la embajada.
La oficina del embajador y los apartamentos privados se encuentran en la planta baja y las salas de recepción en el primer piso. En la misma planta, en el ala derecha, estaban los apartamentos reservados para los invitados de honor,, disponibles para los miembros de la familia imperial que pasaban por París.
El emperador Alejandro II fue recibido allí para un baile por Napoleón III y la emperatriz Eugenia, con motivo de la Exposición Universal de 1867.
Nicolás II y la emperatriz Alexandra se alojaron allí durante su viaje oficial a París en octubre de 1896, La pareja ofreció una recepción al Presidente de la República Félix Faure y la Emperatriz presentó allí sus condolencias a la viuda de Sadi Carnot, asesinado por anarquistas dos años antes. También en esta ocasión, el Zar colocó la primera piedra del Puente Alejandro III
De 1924 a 1978 fue la Embajada de la URSS en Francia. En 1977, hubo una reunión entre Leonid Brézhnev y Georges Marchais, secretario general del PCF. Desde 1978, la sede de la Embajada de Rusia en Francia se encuentra en 40-50 boulevard Lannes, en el XVI Distrito de París y este edificio se convirtió en la residencia oficial del embajador.
Libre de toda contingencia, fue objeto de una restauración completa entre 1981 y 1982 realizada por un equipo de más de doscientos restauradores. La decoración original de principios XVIII había desaparecido por completo tras varias reformas sucesivas y la restauración interior fue reconstruida siguiendo el estilo del Segundo Imperio.

## Arquitectura
Está diseñado de la misma manera que otros edificios del mismo período. Detrás de la enorme puerta semicircular se encuentra el patio principal pavimentado. El ático del tercer piso se añadió más tarde. La fachada está decorada por un frontón clásico con pilastras corintias. Detrás del edificio hay un jardín francés rectangular, en el centro, la escultura de Marianne donada a la Embajada de Rusia por el pintor y escultor francés Paul Flickinger con motivo de los Años Cruzados de 2010.

### Piezas notables
- El Salón Azul, que fue estudio del zar Nicolás II durante su visita a Francia en 1896. A pesar de la época soviética, la sala ha conservado la decoración en las paredes del monograma de Alejandro III y las armas imperiales (el águila bicéfala con el medallón de San Jorge, matando a un dragón).[1]
- El Salón Dorado, que tiene cuatro columnas estriadas con capiteles corintios, esculturas de bronce de estilo neoclásico (finales del siglo XVIII y representaciones de las Fábulas de Jean de la Fontaine.[1]
- La gran escalinata, donde esta colgado el tapiz El Triunfo de Alejandro de Macedonia, tejido en el XVII XVII siglo en Bruselas e inspirado por Charles Le Brun.[1]
- El comedor, donde cuelga Le Mirage, un cuadro de Iván Aïvazovski que presenta una vista de Constantinopla en la niebla. En la misma sala reposan pinturas de la escuela flamenca.[1]
- Una antecámara en el primer piso, donde cuelga un retrato de Catalina la Grande y uno de Alejandro III. A la izquierda, da al Salón Rojo de estilo Luis XV y que tiene una chimenea barroca de granito rojo, un reloj imponente y candelabros de bronce de principios del siglo XIX, donde tienen lugar las recepciones oficiales.[1]
- La Sala Verde, en el ala derecha del primer piso era el comedor en la época del Imperio Ruso.[1]